# Weinmannia venosa
Weinmannia venosa är en tvåhjärtbladig växtart som beskrevs av Edward Bradford. Weinmannia venosa ingår i släktet Weinmannia och familjen Cunoniaceae. Inga underarter finns listade i Catalogue of Life.